# Он Кауара
Он Кауара (на японски: 河原温) е концептуален живописец.

## Биография
Роден на 2 януари 1933 г. в Кария, Япония. След като се дипломира му през 1951 г., Кауара се премества в Токио. След 1959 г. започва често да пътува извън Япония. През 1965 г. се установява в Ню Йорк, САЩ, въпреки че продължава своето пътуване по света.
Изключително характерен за него е интересът към времето и повтаряемостта.
През по-голямата част от живота си (1966 – 2014) работи върху сериите „Днес“ (Today Series). Те представляват датата, на която са били нарисувани. Он Кауара използва бели букви и цифри върху равен фон. В началото използва шрифта „Gill Sans“, а впоследствие „Futura“.
Датата винаги се представя спрямо езика и граматическите правила на държавата, в която е направена работата. Когато официалният език на държавата не ползва латиница, се използва Есперанто.
За работите си е използвал само и единствено една марка акрил – Liquitex. Използва само 8 стандартизирани формата (между 8x10 и 61х89 инча). За 48-те години, в които работи по серията, само 3 пъти се отклонява от стандартизираните си формати – в трите дни около кацането на луната.
Ако картината не е завършена до края на деня, който изобразява, е била унищожавана от самия автор. Завършените работи са поставяни в специално създадена за тях картонена кутия с изрезка от днешен локален вестник. Всяка година е завършвал между 63 и 241 картини. Всяка една от тях е маркирана в 100-годишен календар-дневник. Успява да създаде около 3000 картини с дати.
Проектът „Днес“ продължава 48 години и приключва, както е планирано, със смъртта му през 2014 г.